# Куанг Зунг (поэт)
Буй Динь Зьем (вьет. Bùi Đình Diệm, 11 октября 1921 — 13 октября 1988), пользовавшийся псевдонимом Куанг Зунг (вьет. Quang Dũng) — вьетнамский поэт. Автор ряда известных во Вьетнаме стихотворений, таких как «Tây Tiến» (название отряда сопротивления французским колониальным силам, действовавшего в Лаосе), «Đôi bờ» (два берега) и др., член Союза писателей Вьетнама. Также является художником и музыкантом. Принадлежит к поколению северных поэтов, получивших признание после Августовской революции 1945 года. Жизнь и карьеру Куанг Зунга сравнивают с современным ему поэтом, Ван Као (1923—1995), автором гимна Социалистической Республики Вьетнам, из-за большого сходства их биографий.

## Биография
Родился в 1921 году в деревне Фыонгчи уезда Данфыонг (ныне в составе Ханоя); его родной брат Буй Динь Дам — генерал-майор армии Республики Вьетнам.
До августовской революции учился в средней школе Тханглонг. После завершения школы давал частные уроки в Шонтэе.
Присоединился к Вьетнамской народной армии после победы августовской революции и стал военным репортёром газеты «Тьен дау» (Chiến đấu).
В 1947 году был направлен в военное училище Шонтэя. По окончании курсов был командиром роты 212-го батальона 52-го полка западного направления (Tây Tiến, эти отряды действовали в Лаосе). Принимал участие во второй кампании Тай-Тьен, прокладывая дорогу через северо-запад. В это же время он входил в состав лаосско-вьетнамской пропагандистской делегации.
В конце 1948 года возглавил отдел культуры 3-го военного округа.
Куанг Зунг написал множество рассказов и драм, его картины маслом выставлялись с известными художниками. Он сочинял музыку, его песня «Ba Vi» была известна среди военных.
В августе 1951 года был демобилизован из армии.
После 1954 года работал редактором в газете «Ван Нге» (Văn nghệ), затем перешел на работу в издательство. Несмотря на свою известность, он жил скромно.
Как и другие великие поэты своего периода — Нгуен Бинь, Хо Дзень — Куанг Зунг не смог издать произведений, которые бы превзошли его раннее творчество. Он умер 13 октября 1988 года после продолжительной болезни в больнице Тхань Нян в Ханое.
В 2001 году Куанг Зунг посмертно удостоен Государственной премии в области литературы и искусства.